# Bundesautobahn 99a
La Bundesautobahn 99a (ou BAB 99a, A99a ou Autobahn 99a) est une autoroute située dans la Bavière. Elle mesure 4 kilomètres. Elle est aussi surnommée Eschenrieder Spange.
Elle est branchée à la Bundesautobahn 99, au nord-ouest de Munich. 